# Palaeorhiza latifacies
Palaeorhiza latifacies är en biart som beskrevs av Hirashima 1988. Palaeorhiza latifacies ingår i släktet Palaeorhiza och familjen korttungebin. Inga underarter finns listade i Catalogue of Life.